# Revolving Doors
"Revolving Doors" és un doble senzill amb "Amarillo" de la banda alternativa Gorillaz, publicat el 14 de març de 2011 en format digital. Fou enregistrada a Boston el 5 d'octubre de 2010 durant la gira estatunidenca Escape to Plastic Beach World Tour i fou inclosa dins la compilació The Fall. La cançó compta amb la col·laboració de Mick Jones tocant la guitarra.

## Llista de cançons
1. "Revolving Doors" (feat. Mick Jones) − 3:27
2. "Amarillo" − 3:24